# ИРПР
ИРПР (IFSP) — интерфейс радиальный параллельный. Международным аналогом ИРПР можно считать стандарт BS 4421. Применялся во многих принтерах и компьютерах, изготавливавшихся в странах СЭВ.

## Физическая реализация
Сигналы на линиях соответствуют уровням TTL. Используемая логика — отрицательная (негативная). Передатчик — с открытым коллектором, обеспечивающий ток до 40 мА. Линия связи — однонаправленная, с волновым сопротивлением 110 Ом, длиной до 15 м. Для согласования ко всем входным линиям ИРПР (на принтере) подключены пары согласующих резисторов: 150 Ом к питанию +5 В и 330 Ом к общему проводу. Это позволяет использовать длинные кабели, но перегружает большинство интерфейсных адаптеров LPT. В случае, если электрические характеристики интерфейсного адаптера позволяют, можно подключить устройство с ИРПР к LPT напрямую.
| Линия LPT   | Линия ИРПР | Название линии ИРПР            |
| ----------- | ---------- | ------------------------------ |
| Strobe      | SC         | Управляющий сигнал передатчика |
| Data 0      | D0         | Линия данных                   |
| Data 1      | D1         | —"—                            |
| Data 2      | D2         | —"—                            |
| Data 3      | D3         | —"—                            |
| Data 4      | D4         | —"—                            |
| Data 5      | D5         | —"—                            |
| Data 6      | D6         | —"—                            |
| Data 7      | D7         | —"—                            |
| ACK         | —          |                                |
| Busy        | AC         | Управляющий сигнал приемника   |
| PE          | A4         | Конец носителя                 |
| Sel         | A0         | Приемник готов к работе        |
| Autofeed XT | —          |                                |
| Error       | A2         | Ошибка печати                  |
| Init        | —          |                                |
| SLCT IN     | S0         | Передатчик готов к работе      |
| GND         | Z          | Нулевые линии                  |

## Варианты интерфейса
Существует вариант интерфейса под названием ИРПР-М, совместимый с интерфейсом Centronics. Исходный ИРПР отличается от Centronics инверсией линий данных и протоколом квитирования.
Выпускались устройства, имевшие возможность переключения между режимами работы «ИРПР» и «Centronics». Например, принтеры Robotron серий 6312-6329 производства ГДР поставлялись со сменными интерфейсными блоками — «ИРПР», «ИРПС», «ИРПР-М» («Centronics»).

## Компьютеры
- ДВК
- Электроника-60
- СМ ЭВМ
- УКНЦ
- Электроника МС 1502
- Robotron 1715